# دژ سلطنتی ثونگ لونگ

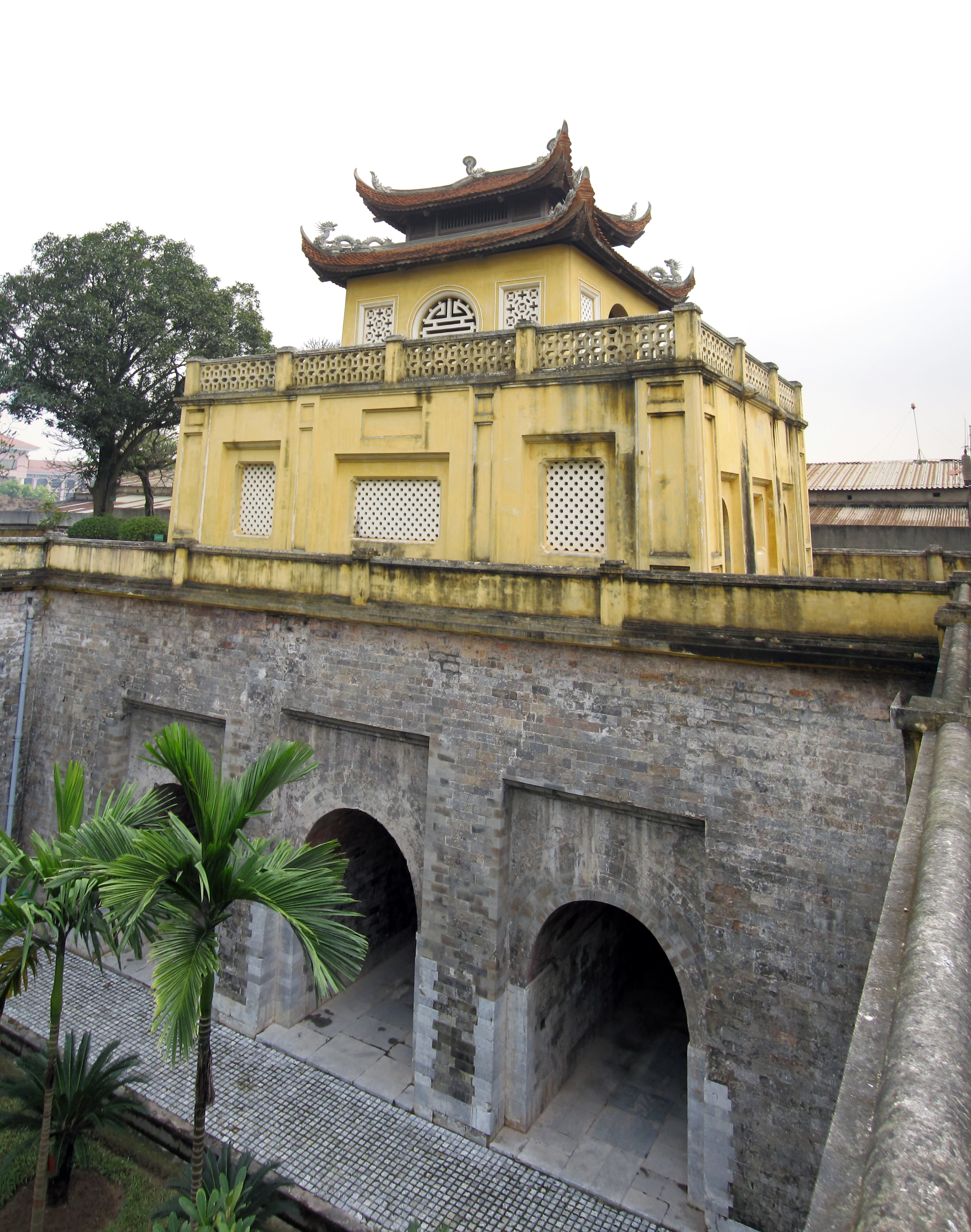
دژ هانوی

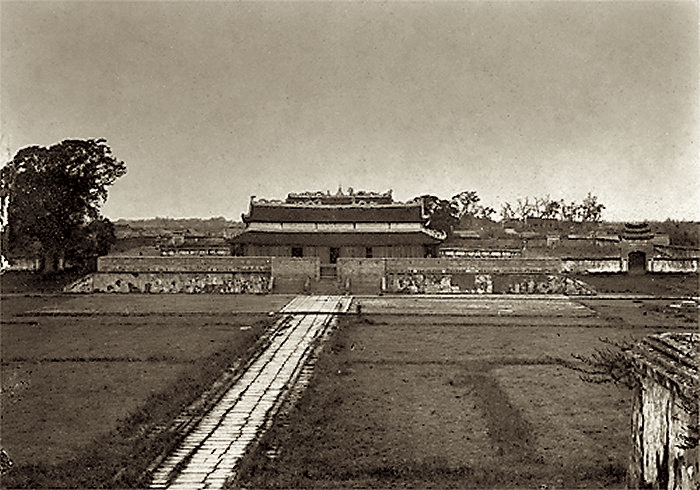
قصر کین ثین که بعداً توسط ارتش فرانسه تخریب شد

دژ سلطنتی ثونگ لونگ (به ویتنامی: Hoàng thành Thăng Long) مجموعه‌ای از بناهای تاریخی سلطنتی در مرکز شهر هانوی، ویتنام است. این مجموعه دژ هانوی نیز نامیده می‌شود.

## تاریخچه

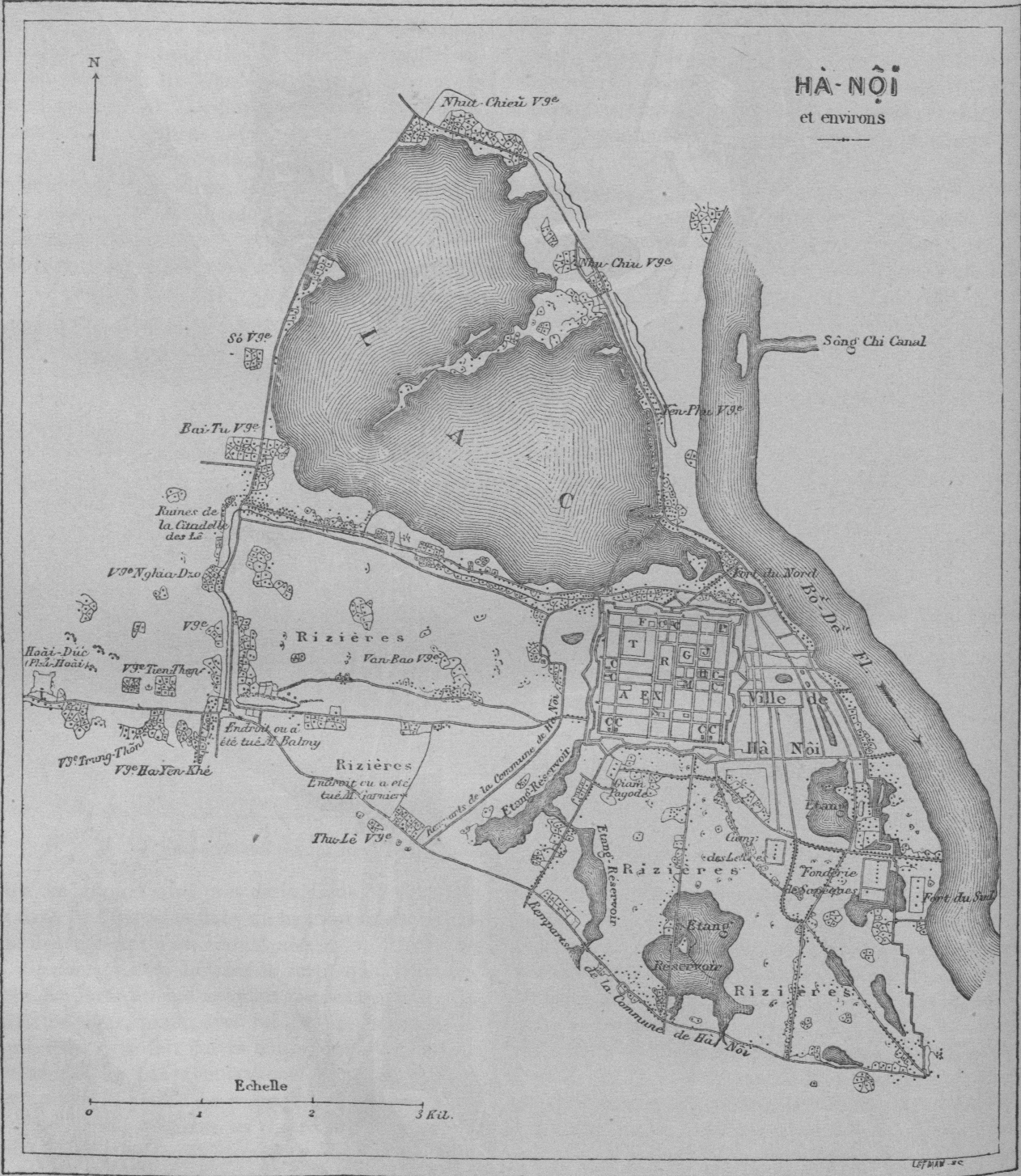
نقشه هانوی که در آن شهر سلطنتی به صورت یک چهارضلعی دیده می‌شود (۱۸۷۳)

محوطه سلطنتی اولین بار در زمان سلسله لی (۱۰۱۰) ساخته شد و سپس در سلسله‌های تران، له، و سپس نگوین گسترش یافت. این محل تا سال ۱۸۱۰ که سلسله نگوین پایتخت را به هوئه منتقل کرد، پایگاه دربار ویتنام بود. بقایای این محوطه تقریباً با دژ هانوی همپوشانی دارد.
به دلیل تحولات ناشی از فتح هانوی توسط فرانسه، قصرهای سلطنتی و بیشتر بناها در ثونگ لونگ در اواخر قرن نوزدهم میلادی در مراحل مختلف نابودی قرار داشتند. در قرن بیستم بیشتر بناهای باقی‌مانده تخریب شدند. تنها در قرن بیست و یکم پایه‌های تاریخی ثونگ لونگ مورد حفاری قرار گرفت.
در اواسط سال ۱۹۴۵ دژ توسط ارتش سلطنتی ژاپن برای زندانی کردن بیش از ۴۰۰۰ سرباز ارتش استعماری فرانسه اسیر شده در طی کودتای ژاپن در هندوچین فرانسه در مارس ۱۹۴۵ مورد استفاده قرار گرفت.: 19–20 
در ۳۱ ژوئیه ۲۰۱۰ در نشست یونسکو در برزیل، بخش مرکزی دژ سلطنتی با نام «بخش مرکزی دژ سلطنتی ثونگ لونگ، هانوی» در فهرست میراث جهانی یونسکو قرار گرفت.

## آثار تاریخی
بیشتر قصرها و عمارت‌های سلطنتی در اواخر قرن نوزدهم تخریب شدند. معدود بناهای باقی‌مانده در درون مجموعه سلطنتی عبارتند از «دروازه دوان مون» که ورودی جنوبی به قصر سلطنتی را مشخص می‌کند، «برج پرچم»، «پلکان قصر کین ثین» و «هائو لائو» (قصر شاهزاده‌خانم).
بقایای شهر سلطنتی در محل سابق تالار با دینه پیدا شد، زمانی که این بنا در سال ۲۰۰۸ تخریب شد تا به جای آن ساختمان پارلمان جدید ساخته شود. آثار تاریخی کشف‌شده مختلف برای نمایش به موزه ملی تحویل داده شد. تا کنون تنها بخش کوچکی از ثونگ لونگ حفاری شده است.

### برج پرچم هانوی
برج پرچم هانوی (به ویتنامی: Cột cờ Hà Nội) از بناهای مربوط به دژ سلطنتی است. این برج به ارتفاع ۳۳٫۴ متر (با پرچم، ۴۱ متر) عموماً به عنوان نمادی از شهر هانوی به کار می‌رود. این برج که در ۱۸۱۲ در دوران سلسله نگوین ساخته شد، برخلاف بسیاری از دیگر بناهای هانوی، در طی حکومت استعماری فرانسه (۱۸۸۵-۱۹۵۴) از گزند در امان ماند، زیرا از آن به عنوان پایگاه نظامی استفاده شد.

### دروازه شمالی

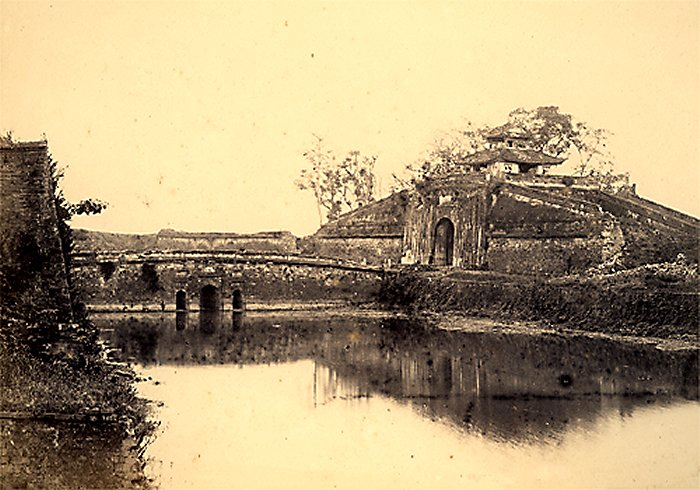
نمای جلوی دروازه شمالی با خندق (۱۸۸۵)
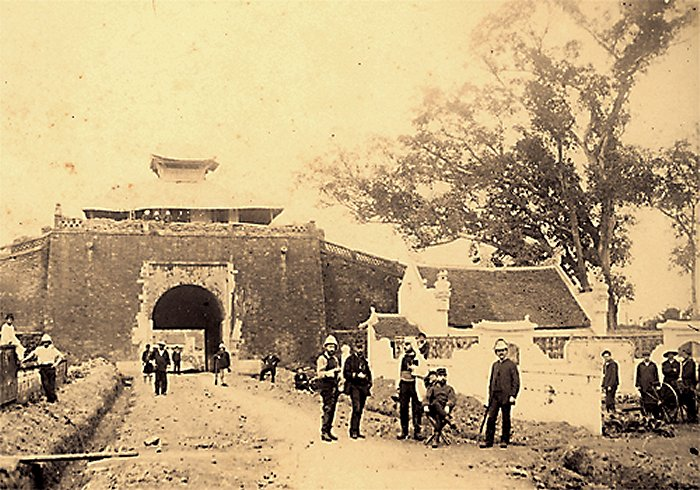
نمای پشتی از درون دژ
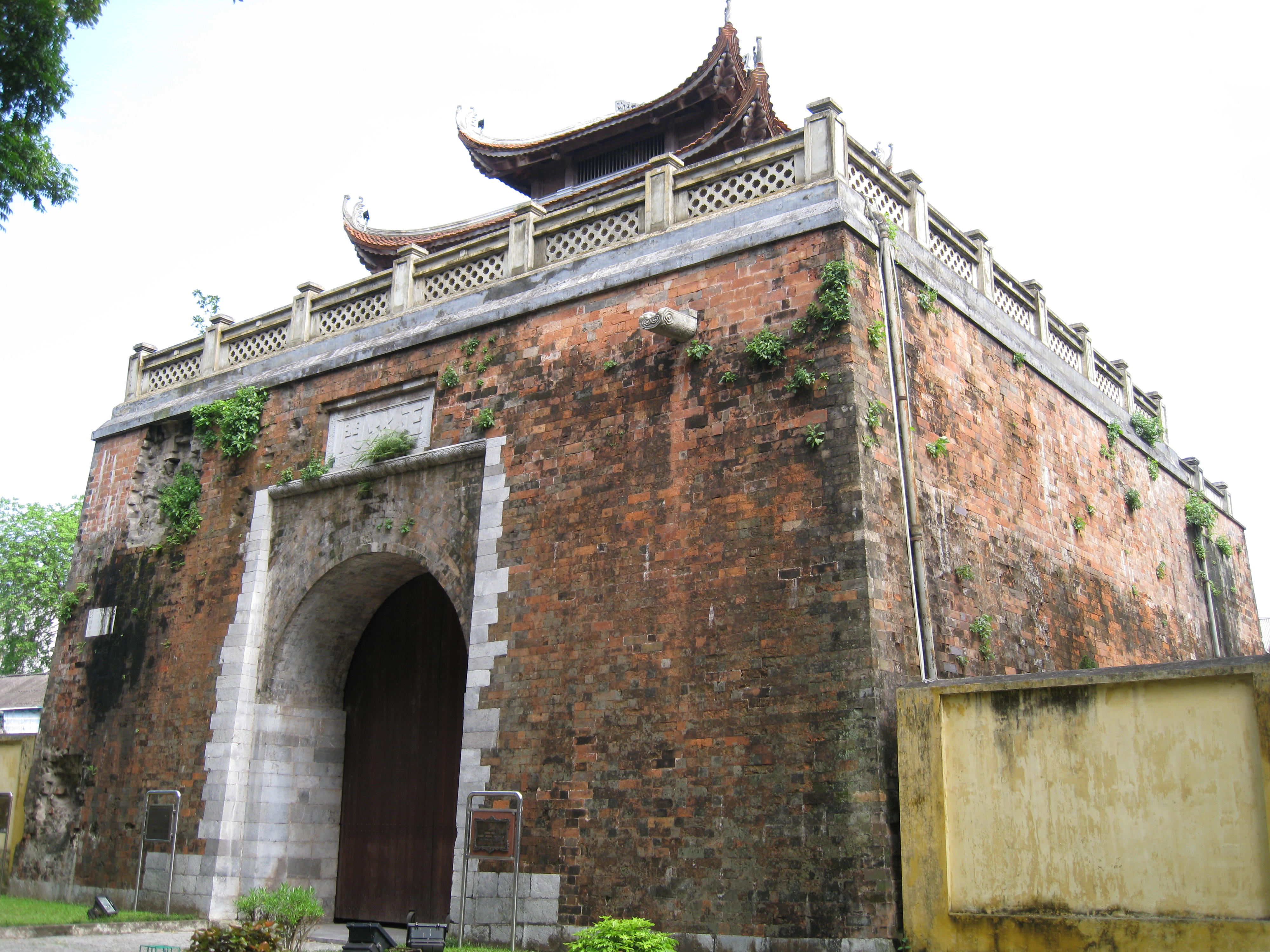
دروازه شمالی در ۲۰۰۹

### تونل و ساختمان D67
از سال ۱۹۵۴ تا ۱۹۷۵، دفتر مرکزی ارتش خلق ویتنام که با رمز D67 نامگذاری شده بود در دژ سلطنتی قرار داشت. تونلی که به این بنا وصل بود امکان تخلیه فوری را در صورت وقوع حمله به ساکنان می‌داد. ساختمان و تونل در شمال تالار کین ثین قرار دارند.

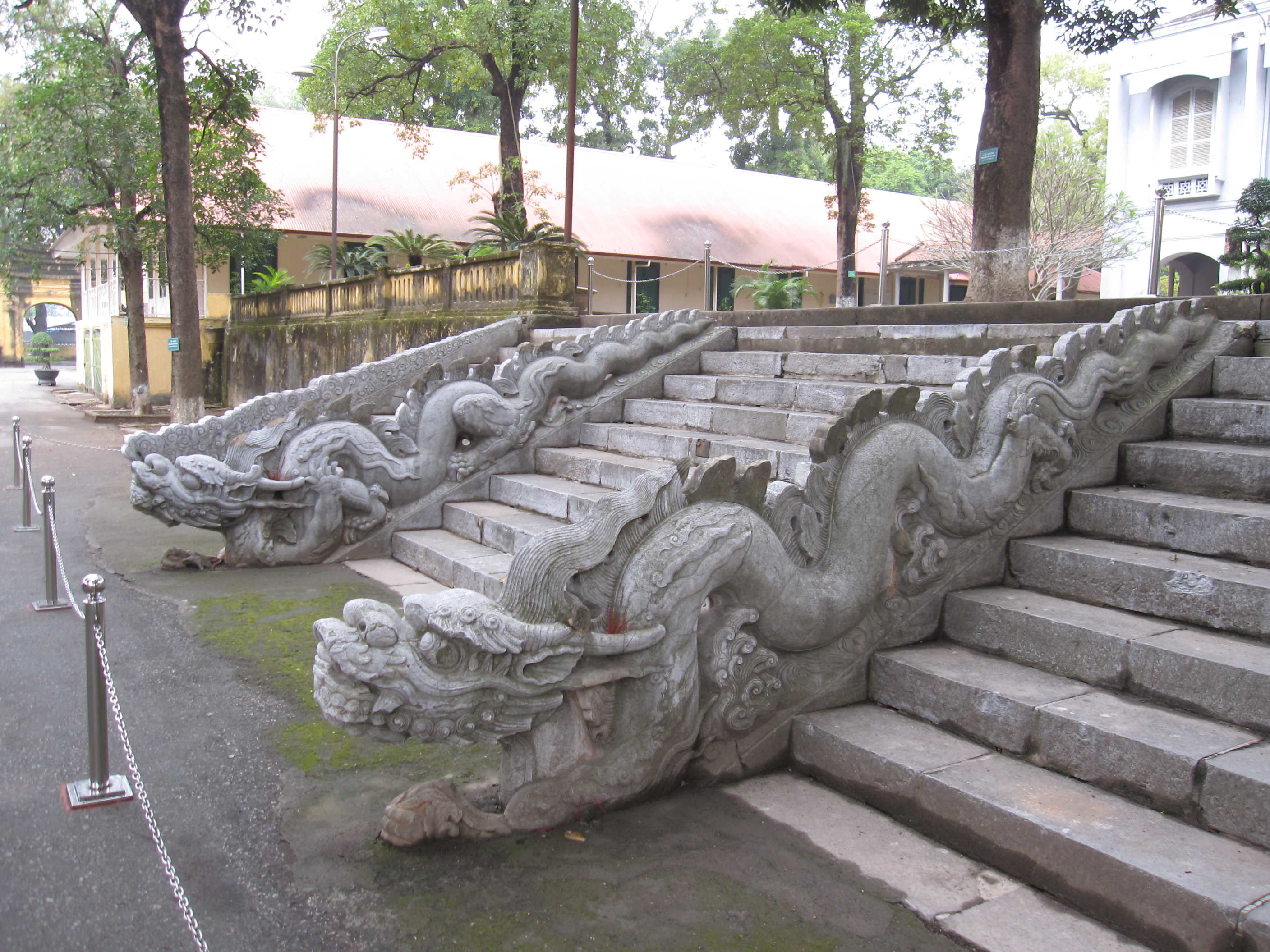
اژدهای سنگی بر روی پلکان قصر کین ثین
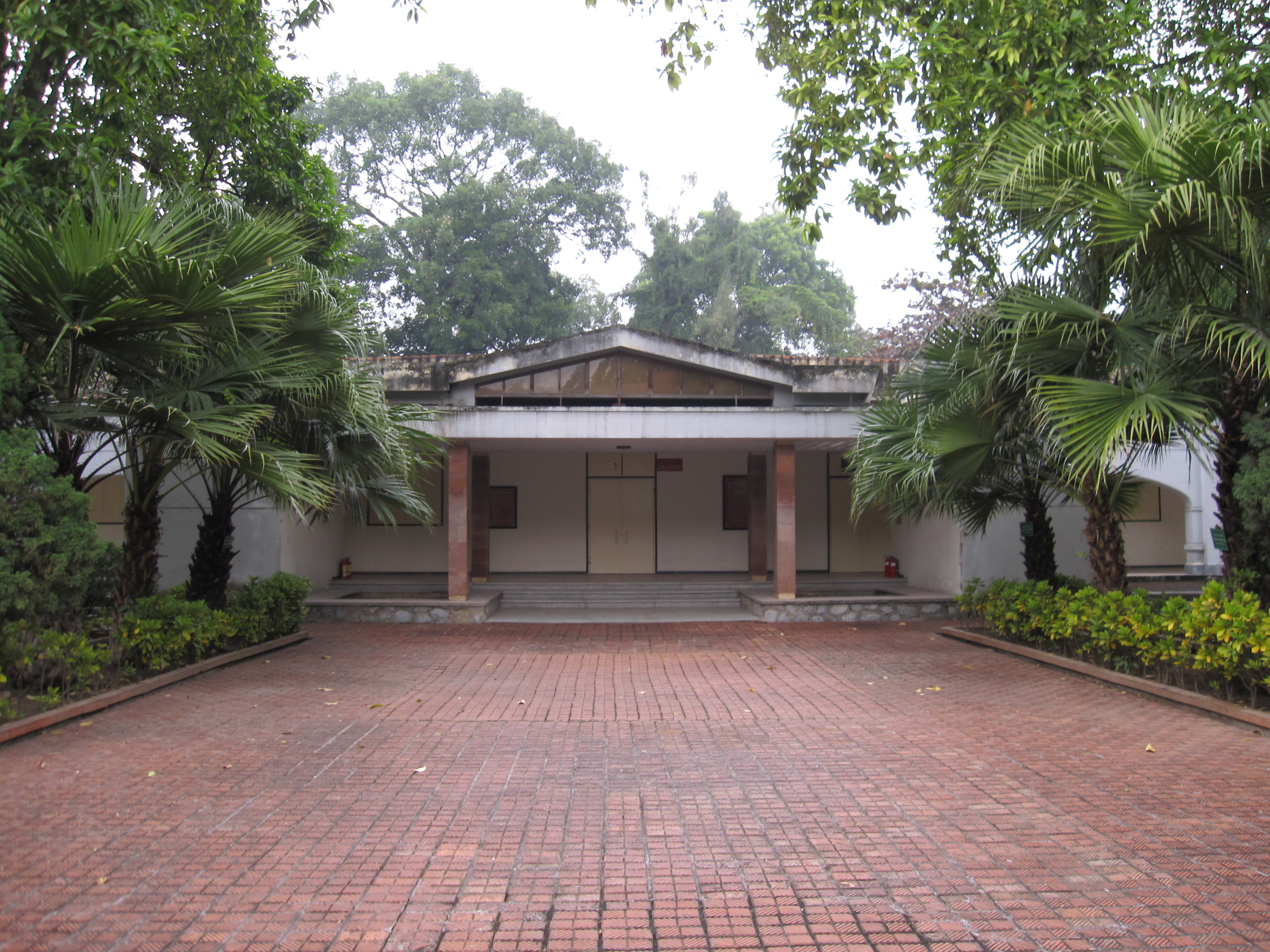
ساختمان D67